# As Said (huyện)
Huyện As Said là một huyện thuộc tỉnh Shabwah, Yemen. Đến thời điểm năm 2003, huyện này có dân số 35034 người